# Бродяга (фільм, 1916)
«Бродяга» (англ. The Vagabond; інша назва — англ. Gipsy Life) — німий короткометражний фільм Чарльза Чапліна, що вийшов 10 липня 1916.

## Сюжет
Герой Чарлі Чапліна заходить в бар і починає грати на скрипці, щоб підзаробити собі грошей. Це викликає обурення з боку інших музикантів-конкурентів. Незабаром після бійки він вже рятує від циган молоду, брудну і незачесану дівчину та їде з нею на вкраденому возі. Коли дівчина вмиється і причепуриться, головний герой закохується в неї. Але тут, на його біду, приїздять мати дівчини і артист, також закоханий в героїню. Тепер дівчині треба вирішувати кому ж віддати своє серце.

## У ролях
- Чарлі Чаплін — музикант
- Една Первіенс — врятована дівчина
- Ерік Кемпбелл — глава циган
- Ллойд Бейкон — художник
- Лео Вайт — старий єврей / стара циганка
- Шарлотта Міно — мати дівчини
- Джеймс Келлі